# Les Contradictions culturelles du capitalisme
Les Contradictions culturelles du capitalisme est un essai de sociologie du sociologue américain Daniel Bell paru originellement en anglais sous le titre The Cultural Contradictions of Capitalism en 1976. L'ouvrage constitue en quelque sorte le pendant de L'Éthique protestante et l'Esprit du capitalisme, par Max Weber, puisque Bell y soutient que la morale puritaine qui fut selon son collègue allemand à l'origine du développement historique du capitalisme voit son culte du travail et de l'effort individuel désormais attaqué par un individualisme hédoniste alimenté par les valeurs dominantes de la sphère culturelle, laquelle est favorable à la réalisation de soi sans référence collective.